# 틴 울프
《틴 울프》(영어: Teen Wolf)는 1985년 개봉한 미국의 성장 코미디 영화이다.
1987년 속편 《틴 울프 2》가 나왔다.

## 출연
- 마이클 J. 폭스
- 제임스 햄프턴
- 수전 어시티
- 제리 러빈
- 맷 애들러
- 로리 그리핀
- 제임스 매크럴
- 마크 아널드
- 제이 타시스
- 스콧 폴린

## 기타 제작진
- 배역: 폴 벤투라